# Liste der Monuments historiques in Brieulles-sur-Meuse
Die Liste der Monuments historiques in Brieulles-sur-Meuse führt die Monuments historiques in der französischen Gemeinde Brieulles-sur-Meuse auf.

## Liste der Immobilien
| Bezeichnung             | Beschreibung                                       | Standort                    | Kennzeichnung | Schutzstatus | Datum | Bild           |
| ----------------------- | -------------------------------------------------- | --------------------------- | ------------- | ------------ | ----- | -------------- |
| Prämonstratenserpriorat | zwischen 1645 und 1655 erbaut, um 1755 umgestaltet | 2, 4 avenue Poincaré (Lage) | PA00106502    | Classé       | 1994  | weitere Bilder |

## Liste der Objekte
| Bezeichnung                                 | Beschreibung                                       | Standort                                        | Kennzeichnung | Schutzstatus | Datum | Bild |
| ------------------------------------------- | -------------------------------------------------- | ----------------------------------------------- | ------------- | ------------ | ----- | ---- |
| Vier Reliefs mit Szenen aus dem Marienleben | Ensemble aus PM55000939 bis PM55000942             | in der Kirche Ste-Vierge-de-l’Assomption (Lage) | PM55000938    | Classé       | 1993  |      |
| Relief Darstellung Mariens im Tempel        | Kalkstein, farbig gefasst, 1695 von Arnould Firmin | in der Kirche Ste-Vierge-de-l’Assomption (Lage) | PM55000939    | Classé       | 1993  |      |
| Relief Mariä Verkündigung                   | Kalkstein, farbig gefasst, 1695 von Arnould Firmin | in der Kirche Ste-Vierge-de-l’Assomption (Lage) | PM55000940    | Classé       | 1993  |      |
| Relief Mariä Heimsuchung                    | Kalkstein, farbig gefasst, 1695 von Arnould Firmin | in der Kirche Ste-Vierge-de-l’Assomption (Lage) | PM55000941    | Classé       | 1993  |      |
| Relief Hochzeit Mariens                     | Kalkstein, farbig gefasst, 1695 von Arnould Firmin | in der Kirche Ste-Vierge-de-l’Assomption (Lage) | PM55000942    | Classé       | 1993  |      |
| Skulptur Heiliger Jakobus der Ältere        | Kalkstein, farbig gefasst, 16. Jahrhundert         | in der Kirche Ste-Vierge-de-l’Assomption (Lage) | PM55000943    | Classé       | 1993  |      |